# Districtul Kiskunfélegyháza
Kiskunfélegyháza (în maghiară Kiskunfélegyházi járás) este un district în județul Bács-Kiskun, Ungaria.
Districtul are o suprafață de 582,37 km2 și o populație de 36.856 locuitori (2013).

## Localități
| Nume             | Statut      | Suprafață (km²) | Populație (2013) |
| ---------------- | ----------- | --------------- | ---------------- |
| Kiskunfélegyháza | Oraș        | 256,30          | 29.567           |
| Bugac            | Comună mare | 131,11          | 2.759            |
| Bugacpusztaháza  | Comună      | 43,00           | 269              |
| Gátér            | Comună      | 30,89           | 952              |
| Pálmonostora     | Comună      | 53,28           | 1.863            |
| Petőfiszállás    | Comună      | 67,79           | 1.446            |